# Norito Yashima
Norito Yashima (八嶋智人?, Yashima Norito; Nara, 27 settembre 1970) è un attore e doppiatore giapponese.
Sposato con l'attrice Kyoko Miyashita, ha un figlio nato nel 2007.
Inizia la sua carriera all'interno del mondo dello spettacolo nel 1990 come tarento e attore teatrale.
Dopo essersi laureato in filosofia ha iniziato a partecipare, prima come caratterista ed ospite, poi come uno dei personaggi principali a tutta una serie di film e dorama televisivi a fianco di giovani attori idol: tra i suoi ruoli più importanti quelli svolti in Water Boys a fianco di Takayuki Yamada; in Taiyō to umi no kyōshitsu, poi in Scrap Teacher col giovanissimo Ryōsuke Yamada; nel live action ispirato a Carletto il principe dei mostri affiancando Satoshi Ohno; infine in Papadol! accanto a Ryō Nishikido.
È anche presentatore conduttore radiofonico.

## Filmografia

### Cinema
- Entaku (2014)
- Kaibutsu-kun (2011) - Dracula
- Onobori Monogatari (2010)
- Tsumujikaze (2009)
- Akifukaki (2008)
- Gururi no Koto (2008) - Il capo di Kanao @ Nitto TV
- Hero (2007)
- Rough (2006)
- Yougisha Muroi Shinji (2005)
- Yaku San-ju no Uso (2004)
- Rockers (2003)
- Yonimo Kimyona Monogatari - Eiga no Tokubetsuhen (2000)
- Gamera 3: Iris Kakusei (1999)

### Televisione
- Oh, My Dad!! (Fuji TV, 2013)
- dinner (Fuji TV, 2013)
- Iryu Sosa (TV Asahi, 2012)
- Papadol! (TBS, 2012)
- Dirty Mama! (NTV, 2012)
- Kaibutsu-kun (serie televisiva) (NTV, 2010)
- GM Odore Doctor (TBS, 2010)
- Kaibutsu-kun (serie televisiva) (NTV, 2010)
- Wagaya no Rekishi (Fuji TV, 2010)
- Gyne (NTV 2009)
- Dandy Daddy? (TV Asahi, 2009)
- Scrap Teacher (NTV 2008)
- Taiyō to umi no kyōshitsu (Fuji TV, 2008)
- Binbō danshi (NTV, 2008)
- Shimane no Bengoshi (Fuji TV, 2007)
- Papa to Musume no Nanokakan (TBS, 2007)
- Bengoshi Haijima Hideki (Fuji TV, 2006)
- Chibi Maruko-Chan (Fuji TV, 2006)
- Hero SP (Fuji TV, 2006)
- Ns' Aoi (Fuji TV, 2006)
- Shinsengumi (NHK, 2004)
- Wonderful Life (Fuji TV, 2004)
- Yonimo Kimyona Monogatari Kage ga omonaru toki (Fuji TV, 2003)
- Water Boys (Fuji TV, 2003)
- Bijo ka Yajuu (Fuji TV, 2003)
- Tentai Kansoku (Fuji TV, 2002)
- Sora Kara Furu Ichioku no Hoshi (Fuji TV, 2002)
- Hatsu Taiken (Fuji TV, 2002)
- Honke no Yome (NTV, 2001)
- Hero (Fuji TV, 2001)
- Hensyuo (Fuji TV, 2000)
- Ai Kotoba wa Yuki (Fuji TV, 2000)
- Kyumei Byoto 24 Ji (Fuji TV, 1999)